# Hubert Schmidbaur
Hubert Schmidbaur (* 31. Dezember 1934 in Landsberg am Lech) ist ein deutscher Chemiker.

## Leben
Schmidbaur studierte von 1953 bis 1957 Chemie, an der Ludwig-Maximilians-Universität München und legte 1957 sein Diplomexamen ab. Bereits 1960 promovierte er bei Max Schmidt über "Alkylsilylester anorganischer Sauerstoffsäuren". Seine Habilitation schloss er 1964 in Marburg ab. Er folgte 1965 einem Ruf an die Universität Würzburg auf ein neu geschaffenes Ordinariat für Anorganische Chemie und 1973 an die Technische Universität München (Lehrstuhl für Anorganische und Analytische Chemie).

## Auszeichnungen
Er ist Mitglied in zahlreichen wissenschaftlichen Akademien und hatte Gastprofessuren an zahlreichen Universitäten, zuletzt an der Universität Stellenbosch (Südafrika) inne. Er ist Leibniz-Preisträger. Wegen seiner zahlreichen wissenschaftlichen Verdienste wurde ihm das Bundesverdienstkreuz 1. Klasse verliehen. Im Jahre 2010 erhielt er den Bayerischen Maximiliansorden für Wissenschaft und Kunst.
Von der Universität Münster wurde ihm die Ehrendoktorwürde verliehen. Im Jahr 1990 wurde er zum Mitglied der Leopoldina gewählt.

## Werk
Hubert Schmidbaur war lange Zeit einer der meistzitierten deutschen Chemiker. Er ist Autor von mehr als 900 wissenschaftlichen Artikeln. Er beschäftigte sich unter anderem mit der Chemie des Elements Silicium (Heterosiloxane, Hydridosilane), des Elements Phosphor (Ylide, Phosphorane), des Elements Beryllium (bioanorganische Chemie), Gallium und vor allem mit der Chemie des Elements Gold. Hier hat er den Begriff der „Aurophilie“ geprägt, eine Wechselwirkung zwischen Goldatomen mit der Elektronenkonfiguration d10 (closed-shell Konfiguration), die durch relativistische Effekte verursacht werden. Der Begriff Aurophilie ist schließlich zum Begriff Metallophilie erweitert worden, nachdem man erkannt hat, dass auch andere Metalle zu derartigen Wechselwirkungen fähig sind. Interessant in diesem Zusammenhang ist auch das Ergebnis, dass die Radien von Au(I)-Zentren – ebenfalls wegen relativistischer Effekte – kleiner sind als die des Ag(I). Ein weiteres herausragendes Ergebnis seiner Forschungsarbeit in diesem Bereich ist die durch Röntgenstrukturanalyse belegte fünffache Koordinierung eines Kohlenstoff-Atoms durch Au(I)-Phosphan-Fragmente.